# Rainer Rauffmann
Markos Rainer Rauffmann (en grec moderne : Μάρκος Ράινερ Ράουφμαν), né le 26 février 1967 à Clèves (Rhénanie-du-Nord-Westphalie), est un footballeur international chypriote d'origine allemande.

## Biographie

### Carrière de joueur
Recordman de but dans le championnat chypriote, ce joueur allemand n'a pu jouer en équipe de Chypre que grâce à son mariage avec une Chypriote. 
Footballeur de 2e division en Allemagne, à l'Eintracht Francfort notamment, il partit vite à Chypre, à l'Omonia Nicosie, où il fit trembler les filets avec une moyenne supérieure à 1 but par match.
Il dispute 6 matchs en Ligue des champions, pour 4 buts inscrits, 6 matchs en Coupe de l'UEFA, pour 2 buts inscrits, et un match en Coupe Intertoto,.

### Carrière internationale
Rainer Rauffmann compte 5 sélections et 3 buts avec l'équipe de Chypre entre 2002 et 2003. 
Il est convoqué pour la première fois par le sélectionneur national Momčilo Vukotić pour un match des éliminatoires de l'Euro 2004 contre la France le 7 septembre 2002 (défaite 2-1). 
Par la suite, le 20 novembre 2002, il inscrit son premier but en sélection contre Malte, lors d'un match des éliminatoires de l'Euro 2004 (victoire 2-1). Il reçoit sa dernière sélection le 2 avril 2003 contre la Slovaquie (défaite 4-1).

## Palmarès

### En club
- Avec l'Omonia Nicosie
  - Champion de Chypre en 2001 et 2003
  - Vainqueur de la Coupe de Chypre en 2000
  - Vainqueur de la Supercoupe de Chypre en 2001 et 2003

### Distinctions personnelles
- Meilleur buteur du Championnat de Chypre en 1998 (42 buts), 1999 (35 buts), 2000 (34 buts) et 2001 (30 buts)